# Продовольча та сільськогосподарська організація ООН
Продовольча та сільськогосподарська організація ООН (ФАО) (англ. Food and Agriculture Organization, FAO) — міжнародна організація під патронатом ООН.

## Історія
Організація заснована на конференції у Квебеці 16 жовтня 1945 р. ФАО діє як провідна установа, що займається проблемами розвитку сільських регіонів і сільськогосподарського виробництва в системі ООН. Девіз організації: «Допомагаймо побудувати світ без голоду».

## Діяльність
Діяльність ФАО спрямована на зменшення гостроти проблеми бідності та голоду у світі шляхом сприяння розвиткові сільського господарства, поліпшення харчування та розв'язання проблеми продовольчої безпеки — доступності всім і завжди харчування, необхідного для активного та здорового життя. ФАО діє як нейтральний форум, а також як джерело знання й інформації. Допомагає країнам, що розвиваються, і країнам у перехідному періоді модернізувати й поліпшити сільське господарство, лісівництво та рибальство.
У 2023 році була визначена організатором Міжнародного року проса (резолюція ООН 75/263).

### Сфери діяльності
Спеціальні програми ФАО допомагають країнам готуватися до можливого виникнення кризового стану з продовольством і, у разі необхідності, передбачають надання допомоги. У середньому ФАО одночасно здійснює на місцях близько 1800 заходів. Проєкти ФАО щорічно залучають понад 2 мільярди доларів пожертвувань від закладів і держав, які вкладають у розвиток села та сільське господарство. Бюджет ФАО на 1998—1999 рр. становив 650 мільйонів доларів.
ФАО керує Конференція держав-членів, що скликається раз на два роки. Конференція обирає Раду, що складається з 49 членів і діє як керівний орган між сесіями Конференції.
У 1979 році Конференція встановила Всесвітній день продовольства, надалі підтриманий ООН. Цей день відзначається 16 жовтня — день заснування ФАО.
ФАО надає статистику з сільського господарства і доступ до своєї бази даних. Для отримання CD-ROM зі статистикою і доступу до бази необхідно заплатити 1200 доларів США. На сайті статистичного підрозділу ФАО повідомляється, що кошти необхідні для вдосконалення механізмів подання інформації.

## Структура
- Канцелярія Генерального директора
  - Бюро з координації ООН та подальшої діяльності з досягнення цілей в області розвитку
  - Канцелярія Генерального інспектора
  - Управління з правових питань
  - Бюро з питань координації та децентралізації
  - Управління з програми, бюджету і оцінки
- Департамент сільського господарства та захисту споживачів
  - Відділ тваринництва та ветеринарії
  - Спільний відділ ФАО/МАГАТЕ з ядерних методів в області харчових продуктів і сільського господарства
  - Відділ харчування та захисту споживачів
  - Відділ рослинництва та захисту рослин
  - Відділ сільської інфраструктури й агропромисловості
- Департамент економічного та соціального розвитку
  - Відділ економіки сільськогосподарського розвитку
  - Статистичний відділ
  - Відділ торгівлі та ринків
  - Відділ з гендерної проблематики, питань рівності та зайнятості в сільських районах
- Департамент рибного господарства і аквакультури
  - Відділ політики та економіки рибного господарства і аквакультури
  - Відділ рибопродуктів і рибної промисловості
  - Відділ управління рибним господарством і аквакультурою
- Департамент лісового господарства
  - Відділ економіки та політики лісового господарства
  - Відділ лісової продукції і промисловості
  - Відділ управління лісовим господарством
- Департамент інформації та зв'язку
  - Відділ у справах Конференції, Ради та протокольних питань
  - Відділ обміну знаннями та нарощування потенціалу
  - Відділ зв'язку
  - Відділ інформаційних технологій
- Департамент управління природними ресурсами та охорони навколишнього середовища
  - Відділ з питань навколишнього середовища, зміни клімату та біоенергії
  - Відділ земельних і водних ресурсів
  - Відділ досліджень і поширення досвіду
- Департамент технічного співробітництва
  - Відділ сприяння розробці політики
  - Відділ з надзвичайних операцій і відновлення
  - Відділ інвестиційного центру
  - Відділ операцій на місцях
  - Програма технічного співробітництва
- Департамент людських, фінансових і фізичних ресурсів
  - Фінансовий відділ
  - Відділ управління людськими ресурсами
  - Відділ адміністративного обслуговування